# Oradell
Oradell is een plaats (borough) in de Amerikaanse staat New Jersey, en valt bestuurlijk gezien onder Bergen County. Het ligt dicht bij de stad New York.

## Demografie
Bij de volkstelling in 2000 werd het aantal inwoners vastgesteld op 8047.
In 2006 is het aantal inwoners door het United States Census Bureau geschat op 7957, een daling van 90 (-1.1%).

## Geografie
Volgens het United States Census Bureau beslaat de plaats een oppervlakte van
6,6 km², waarvan 6,3 km² land en 0,3 km² water.

## Geboren
- Nelson Riddle, (1 juni 1921), orkestleider

## Plaatsen in de nabije omgeving
De onderstaande figuur toont nabijgelegen plaatsen in een straal van 4 km rond Oradell.